# Semiothisa mundipennis
Semiothisa mundipennis là một loài bướm đêm trong họ Geometridae.